# Disa vasselotii
Disa vasselotii là một loài thực vật có hoa trong họ Lan. Loài này được Bolus ex Schltr. mô tả khoa học đầu tiên năm 1901.